# Форсування Джорджем Вашингтоном річки Делавер

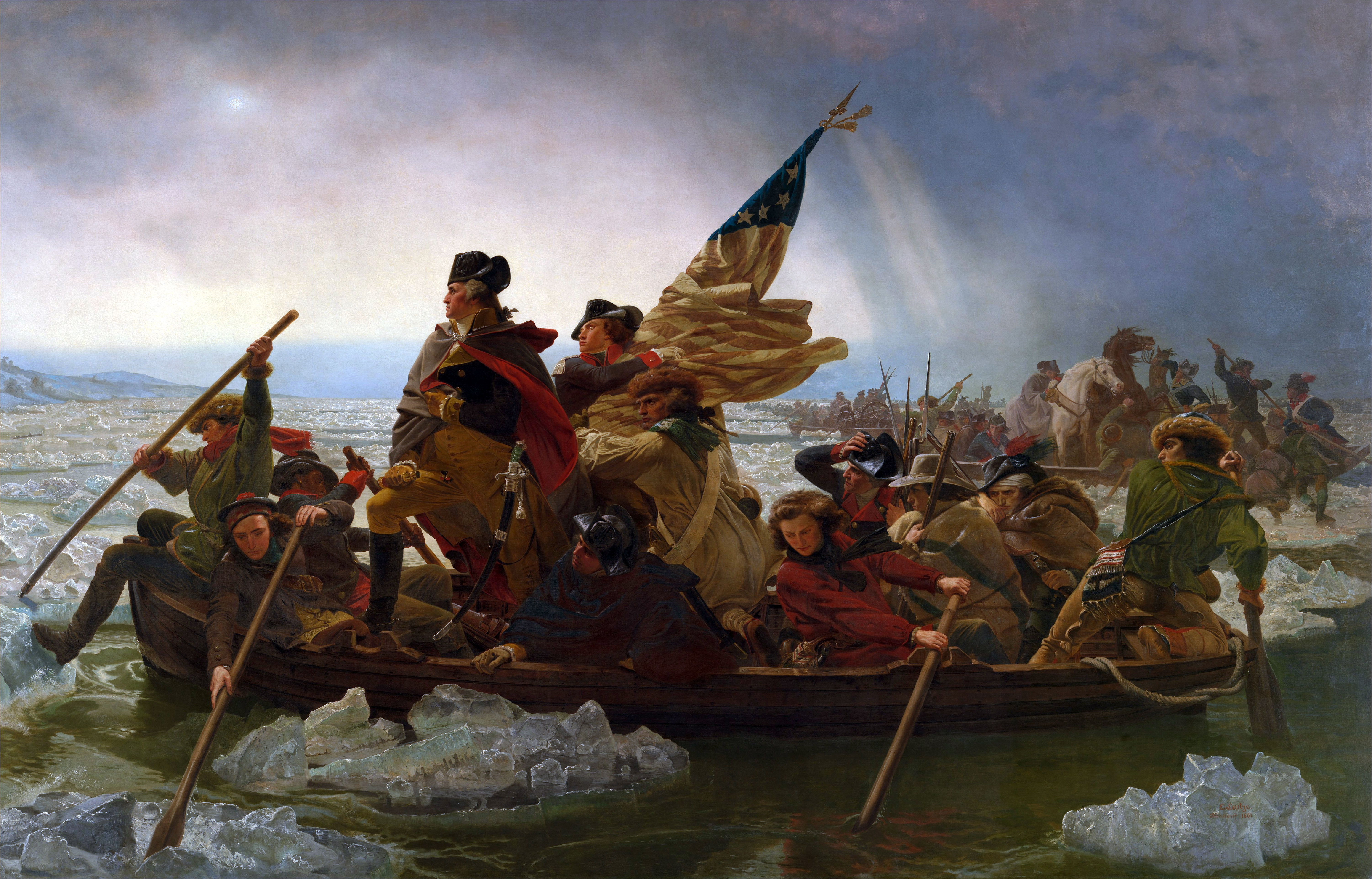
Емануель Лойце. Вашингтон переправляється через Делавер, 1851

Форсування Джорджем Вашингтоном річки Делавер (англ. George Washington's crossing of the Delaware River) — історична подія, яка сталася в ніч з 25 на 26 грудня 1776 року, під час американської війни за незалежність. Це був перший маневр армії Джорджа Вашингтона в ході його наступу на гессенські частини британської армії в Трентоні вранці 26 грудня. В таємниці від всіх спланувавши цей маневр, Вашингтон повів колону Континентальної Армії через покритий кригою Делавер, що було технічно складною і небезпечною операцією. Було задумано ще кілька переправ в інших місцях, але вони були скасовані з різних причин. Це не зупинило Вашингтона, який силами своєї колони атакував загін полковника Йоханна Релла в Трентоні, розбив його, а потім відступив до Пенсільванії, забравши з собою безліч полонених і трофейних запасів.
В кінці року армія Вашингтона втретє перейшла Делавер, причому в ще складніших умовах, по тонкій кризі річки, і 2 січня 1777 року розбила в Трентоні загони лорда Корнуоліса, а 3 січня розбила його ар'єргард в битві біля Принстона. Після цього Вашингтон відвів армію на зимівлю до Моррістауна в Нью-Джерсі.
На згадку цієї події отримали назву «Вашингтон Кроссінг» (Washington Crossing — «Вашингтонське форсування») дві громади — у Пенсільванії і Нью-Джерсі.

## Передісторія
У 1776 році війна почалася з успіху американських повстанців: в березні британці вивели свої частини з Бостона. Однак під Нью-Йорком почалися проблеми: Британський генерал Вільям Гау висадився в серпні на Лонг-Айлен і до листопада вибив армію Вашингтона з Нью-Йорка. Після цього Гау відвів армію в Нью-Йорк на зимівлю. Частини гессенців він залишив в Нью-Джерсі під командуванням полковників Релла і Ван Донопа. Вони були розміщені на декількох постах в Трентоні і навколо нього. Потім Гау направив загін Чарльза Корнуоліса через Гудзон в Нью-Джерсі для переслідування Вашингтона. На той час армія Вашингтона сильно скоротилася в розмірах через закінчення термінів служби у військових, дезертирства і загальне падіння бойового духу після невдач під Нью-Йорком.
Основна частина армії Вашингтона перейшла через Делавер в Пенсільванію на північ від Трентона і на відстані декількох миль знищила човни або відвела їх на західний берег. Замість того, щоб переслідувати Вашингтона, Корнуоліс розкидав свої сили по постах від Нью-Брунсвіка до Берлінгтона, в тому числі організувавши пости в Бордентауні і в Трентоні. Британці готувалися до зимівлі, генерали планували перегрупування, поповнювали запаси, і готувалися до майбутньої весняної кампанії.

## Стан армії Вашингтона
Вашингтон розмістив армію табором біля Маккінкі-Феррі, неподалік від місця майбутньої переправи. У його розпорядженні було від чотирьох до шести тисяч чоловік, але 1700 осіб були вже непридатні для служби. Під час відступу через Нью-Джерсі армія втратила багато припасів, крім того, Вашингтон позбувся зв'язку з двома великими підрозділами — загін Гораціо Гейтса опинився в долині Гудзона, а загін Чарльза Лі (2000 осіб) виявився в західному Нью-Джерсі. Вашингтон наказав обом генералам йти на з'єднання з ним, але Гейтс був затриманий снігопадами, а Лі був невисокої думки про Вашингтона й ігнорував його накази, воліючи залишатися на фланзі британської армії в Моррістауні.
Були так само проблеми з кількістю і боєздатністю армії. У багатьох рядових термін служби закінчувався перед Різдвом, а деякі покинули армію навіть до закінчення термінів служби. Через втрати, ряд поразок, здачі Нью-Йорка і відступ армії (а так само евакуації жителів Нью-Йорка і делегатів Конгресу) віра в вдалий результат війни похитнулася. Американці втратили форт Лі і форт Вашингтон, при цьому втративши великих запасів військового майна. Мало хто вірив в те, що вдасться виграти війну і домогтися незалежності.
Але Вашингтон проявив наполегливість. Він успішно добував припаси і набирав нових добровольців в ополчення. Набір проходив успішно головним чином через утиски британцями жителів Нью-Джерсі і Пенсільванії.
Наснагу в рядах патріотів справив листок Томаса Пейна «Американська криза», опублікований 19 грудня:
|  | – Настав час випробування людських душ. Солдат, який бореться тільки влітку, і той патріот, який воює тільки при яскравому сонячному промінні, — відступається від служби своїй батьківщині; але той, хто відстоює її тепер, — заслуговує на подяку і любові і чоловіків і жінок. Тиранію, подібно пеклі, нелегко перемогти. Але нас тішить думка, що чим важче боротьба, тим більше слави в перемозі. Оригінальний текст (англ.) [– These are the times that try men's souls; the summer soldier and the sunshine patriot will, in this crisis, shrink from the service of his country; but he that stands it now, deserves the love and thanks of man and woman. Tyranny, like hell, is not easily conquered; yet we have this consolation with us, that the harder the conflict, the more glorious the triumph.] Помилка: {{Lang}}: текст вже має курсивний шрифт (допомога) |

Памфлет був опублікований в Філадельфії, а вже на наступний день Вашингтон наказав зачитати його перед своєю армією.
20 грудня в табір Вашингтона прийшли 2000 осіб із загону Чарльза Лі під командуванням генерала Джона Саллівана. Сам Лі був захоплений в полон британцями 12 грудня, коли виявився занадто далеко від своїх військ. У той же день підійшов загін генерала Гейтса, який скоротився до 600 чоловік. Незабаром підійшли 1000 ополченців з Філадельфії, якими командував полковник Джон Кадваладер.
З цими підкріпленнями і з деякою кількістю інших добровольців армія Вашингтона досягла чисельності 6000 боєздатних людей. Однак, довелося відправити частину військ для охорони переправ у Брістоль і Нью-Хоуп. Інший загін довелося відправити в Ньютаун для охорони складів і госпіталю з пораненими. В результаті армія Вашингтона скоротилася до 2400 чоловік, готових почати наступ проти гессенців в Нью-Джерсі.
24 грудня в табір прибула партія припасів, в тому числі ковдр, в яких армія гостро потребувала. Це значно підійняло бойовий дух армії.

## Планування
Відразу після відступу в Пенсільванію Вашингтон став думати про те, як завдати рішучого удару по противнику. Після прибуття загонів Саллівана і Гейтса він вирішив, що настав час для такого маневру. Спочатку він вирішив завдати удару по найпівденнішому британському посту в Монт-Холлі. Він відправив туди свого ад'ютанта Джозефа Ріда, який зустрівся з Самуелем Гріффіном, командиром ополчення. 22 грудня Рід прибув в Монт-Холлі, де застав Гріффіна хворим, а його людей — в поганому стані, але все ж готовими до дій (Їм вдалося проявити себе в битві при Айрон-Уоркс на наступний день, де вони відкинули гесенців від Баордентауна досить далеко, так що вони не могли прийти на допомогу гарнізону Трентона). Донесення Ріда і інших командирів змусили Вашингтона відмовитися від ідеї атаки при Монт-Холлі. Він став думати про атаку в районі Трентона. 23 грудня Вашингтон оголосив штабу про цей намір. Він сказав, що атака повинна початися на світанку 26 грудня.
У підсумку Вашингтон вирішив перейти Длавер в трьох місцях. Основні сили повинні були під його командуванням переправитися у Трентона. Друга колона під командуванням Кадвалладера повинна була переправитися у Данкс-Феррі у Брістоля і зробити там відволікаючу атаку. Третя колона під командуванням бригадного генерала Джеймса Евінга повинна була перейти річку у Трентон-Феррі і захопити міст через Ессунпінк-Крік на південь від Трентона, щоб не дати противнику відступити цим шляхом. Коли Трентон буде захоплений, передбачалося об'єднаними силами атакувати британські пости в Прінстоні і Нью-Брунсвіці. Передбачалося і четверте місце переправи — силами загону Ісраеля Путнама для підтримки Кадваладера, але ця переправа була скасована після того, як Путнам зрозумів, що у нього немає достатньої кількості людей.
23 грудня почалися приготування до наступу. 24 грудня через Мальта-Айденд (близько Нью-Хоуп) були доставлені човни і заховані за островом Тейлор-Айленд у Макконкі-Феррі, передбачуваного місця переправи. У той же день було проведено останні організаційні збори за участю всіх основних офіцерів. 25 грудня Вашингтон видав генеральний наказ з докладним описом плану операції.

## Переправа
Вранці 25 грудня Вашингтон наказав приготувати триденні раціони і розпорядився, щоб солдати приготували нові кремені для своїх мушкетів. Його трохи турбували донесення розвідки, яка повідомляла, що англійці так само готуються перейти Делавер і чекають моменту, коли річка замерзне. О 16:00 було проведено вечірній огляд, під час якого солдатам роздали боєприпаси. Мушкети були видані всім, навіть офіцерам і музикантам. Було оголошено, що всі вирушають на виконання секретного завдання. Вашингтон побудував своїх людей в колону, наказав дотримуватися максимально можливої тиші, і вони виступили до Макконкіс-Феррі. План Вашингтона припускав, що переправа почнеться відразу ж, як тільки стане досить темно, але його армія вийшла до місця переправи тільки о 18:00, через 90 хвилин після заходу сонця. Погода ставала все гіршою. Дрібна мряка перетворилася на сильний дощ зі снігом.
Керівництво переправою Вашингтон доручив своєму шефу артилерії, Генрі Нокса. Йому було потрібно організувати переправу великої кількості людей, а також 18-ти гармат і деякої кількості коней. Нокс потім писав, що він зіткнувся з великою кількістю проблем, з яких основний стали крижини на річці.
Вашингтон приєднався до загону, який переходив річку одним з перших — це були вірджинцями під командуванням генерала Адама Стівена. Ці люди повинні були розгорнутися в пікетні ланцюг і не пропускати нікого до місця переправи. Паролем було «Перемога або смерть» (Victory or Death). В цілому переправа пройшла без серйозних подій, хіба сто кілька людей впали у воду — в тому числі Делаверскій полковник Джон Хезлет.
Згідно з популярною легендою, в переправі брав участь генерал Вільям Уіппл і його чорношкірий раб (або колишній раб), Принц Уіппл. Останній зображений у вигляді весляра при Вашингтоні на картині Лойце. Його присутність стало символом участі афроамериканців у війні за незалежність. Однак, історичний генерал Уіппл був делегатом Конгресу і повинен був в той день знаходитись в Філадельфії разом зі своїм рабом.

## Бій
Вранці 26 грудня, як тільки армія була готова, Вашингтон наказав розділитися на дві колони: одну очолили він сам і генерал Грін, другу очолив генерал Салліван. Колоні Саллівана було велено йти по Рівер-Роуд від Беар-Таверн до Трентону, а колона Вашингтона пішла під Пеннінгтон-Роуд, декількома милями далі від річки. Колони атакували Трентон і розбили там гессенський загін. Тільки 3 американця було убито і 6 поранено. Гессенці втратили 22 людини убитими і 98 пораненими, 1000 чоловік потрапило в полон. Було так само захоплено безліч мушкетів, пороху і кілька гармат.

## У культурі
- «Вашингтон переправляється через Делавер» — картина американського художника Емануеля Лойце, написана в 1851 році.